# Osteostraci
Az Osteostraci a gerinchúrosok (Chordata) törzsének, és a gerincesek (Vertebrata) altörzsének egy kihalt osztálya. A szilur és devon időszakban élt, páncéllal borított, állkapocs nélküli halak voltak. A régebbi rendszertanok a parafiletikus csoportot alkotó cserepesbőrűek (Ostracodermata) osztályának alosztályaként tartották számon.

## Leírás
Anatómiailag a legfejlettebbnek tekinthető állkapocs nélküliek voltak. Testük fejre, törzsre, és farokra tagolódott. Egy pár mellúszójuk és egy, a törzs és a farok dorzális részen végighúzódó hátúszójuk volt, ezzel csapkodva hajtották magukat előre, akárcsak az ingolák.
Testüket csontos lemezekből álló vért borította, ami nagy valószínűséggel a ragadozók elleni védelmet szolgálta (például a tengeri skorpiók ellen), de az is elképzelhető, hogy így szabadultak meg a testükben felhalmozódó ásványi sóktól, nem lévén elég fejlett kiválasztó szerveik. A fejet borító páncél egyetlen csontból állt, így feltételezhetően a kifejlett kor elérése után nem nőtt tovább.
A tengerfenéken éltek, és lefelé nyíló kör alakú szájukkal az iszapot és hulladékot felszívva és megszűrve táplálkoztak, mivel páncéljuk miatt túl nehezek voltak, hogy magasabbra ússzanak, és nem volt állkapcsuk, hogy a ragadozó életmódot választva héjas pörgekarúakat vagy puhatestűeket zsákmányoljanak.
A fejen helyezkedett el két szemük és egyetlen, vakon végződő orrnyílásuk. A fosszilis koponyamaradványok belső felületét vizsgálva megállapítható, hogy belső fülükben lévő helyzetérzékelő szervük két pár, egymásra merőleges félkörös ívjáratból állt. Eszerint működési elvét tekintve megegyezett az állkapcsosokéval, azt leszámítva, hogy azoknak kettő helyett három félkörös ívjáratuk van. A három félkörös ívjárat kialakulása kapcsolatban lehet a tengerfenékről való felemelkedéssel, mivel a félkörös ívjáratok síkjai határozzák meg a gyorsulás irányának érzékelését. Vagyis a tengerfenéken élő őshalaknak elegendő volt, hogy két irányban érzékeljék a gyorsulást, a tengerfenéktől eltávolodva azonban a fejlettebb gerinceseknek előnyt jelentett, hogy három irányból érzékeljék.

## Képek

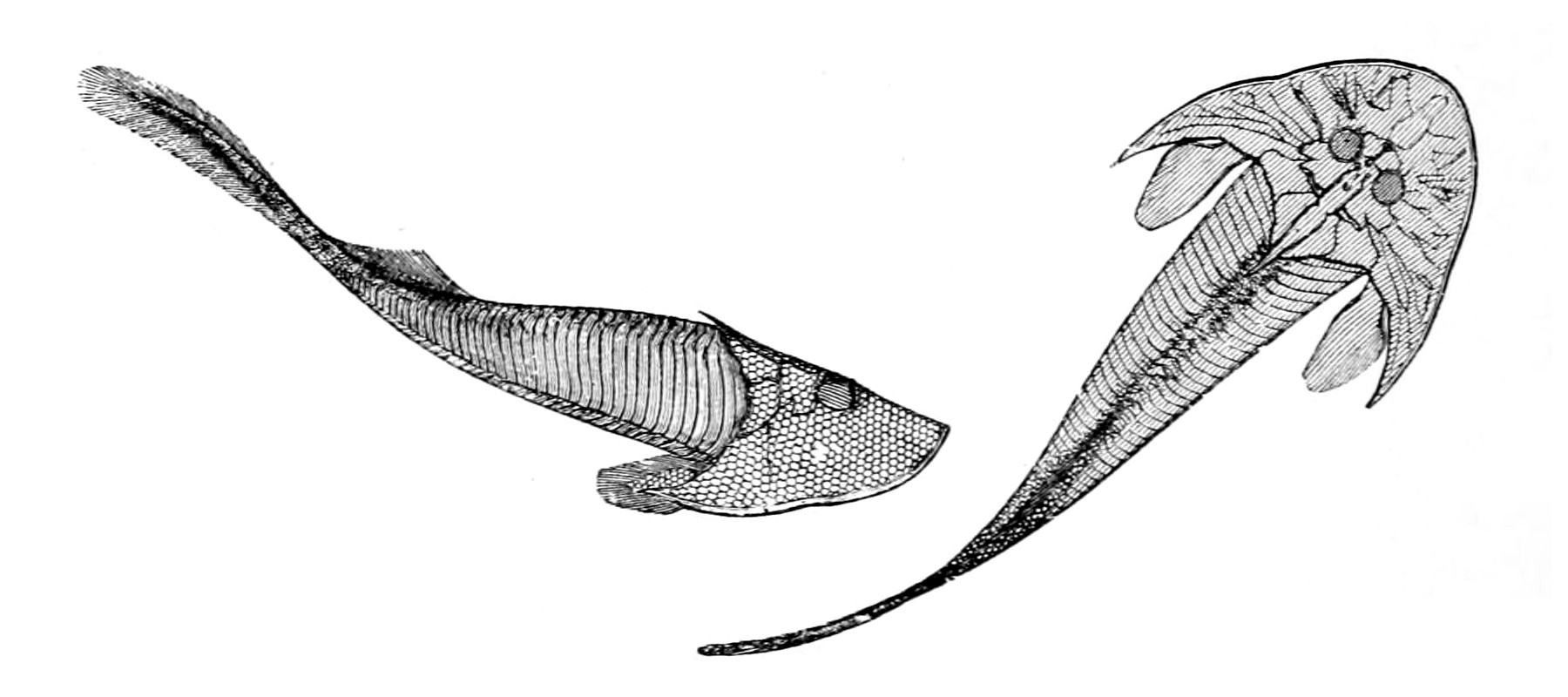
Cephalaspis lyelli
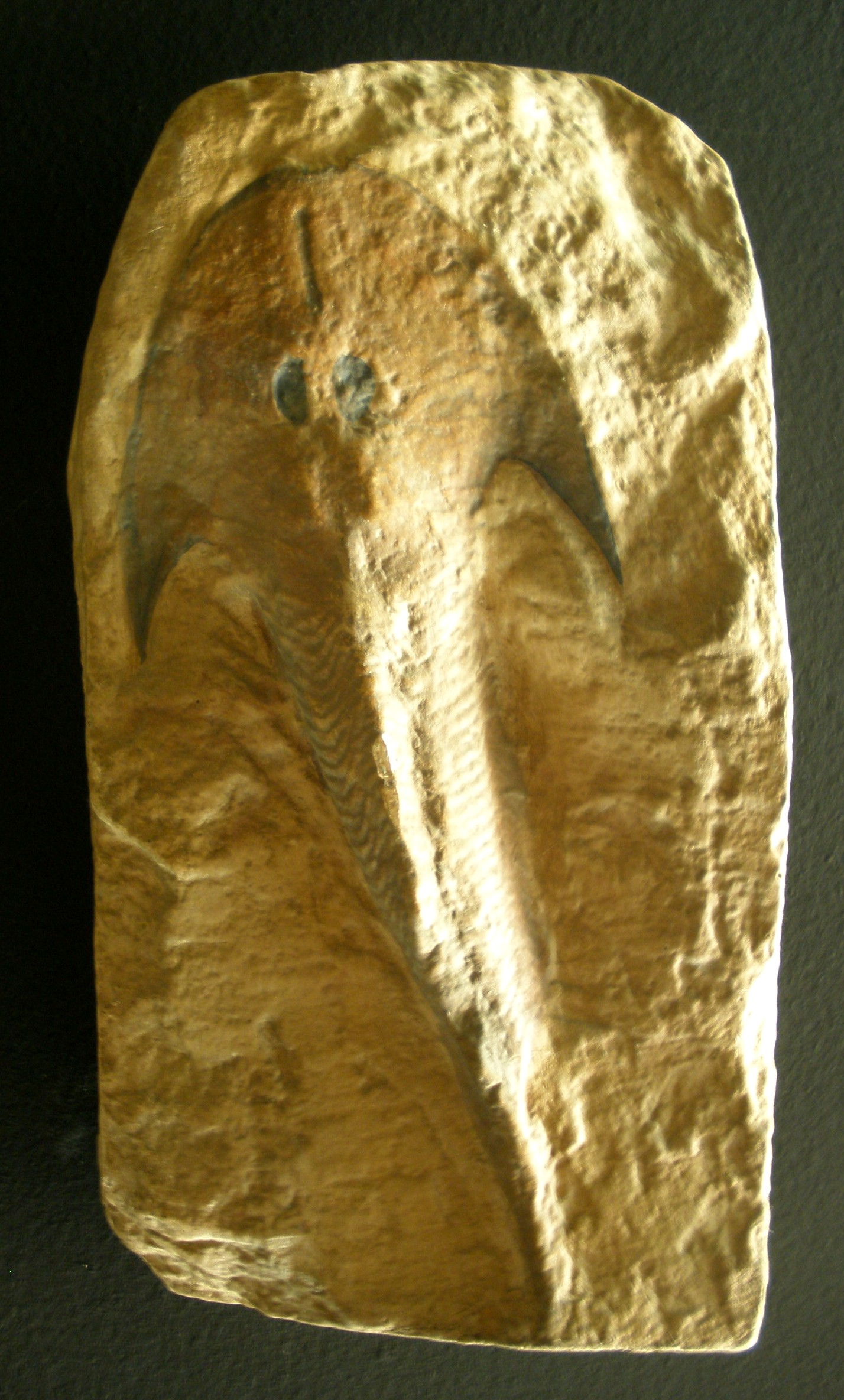
Cephalaspis lyelli
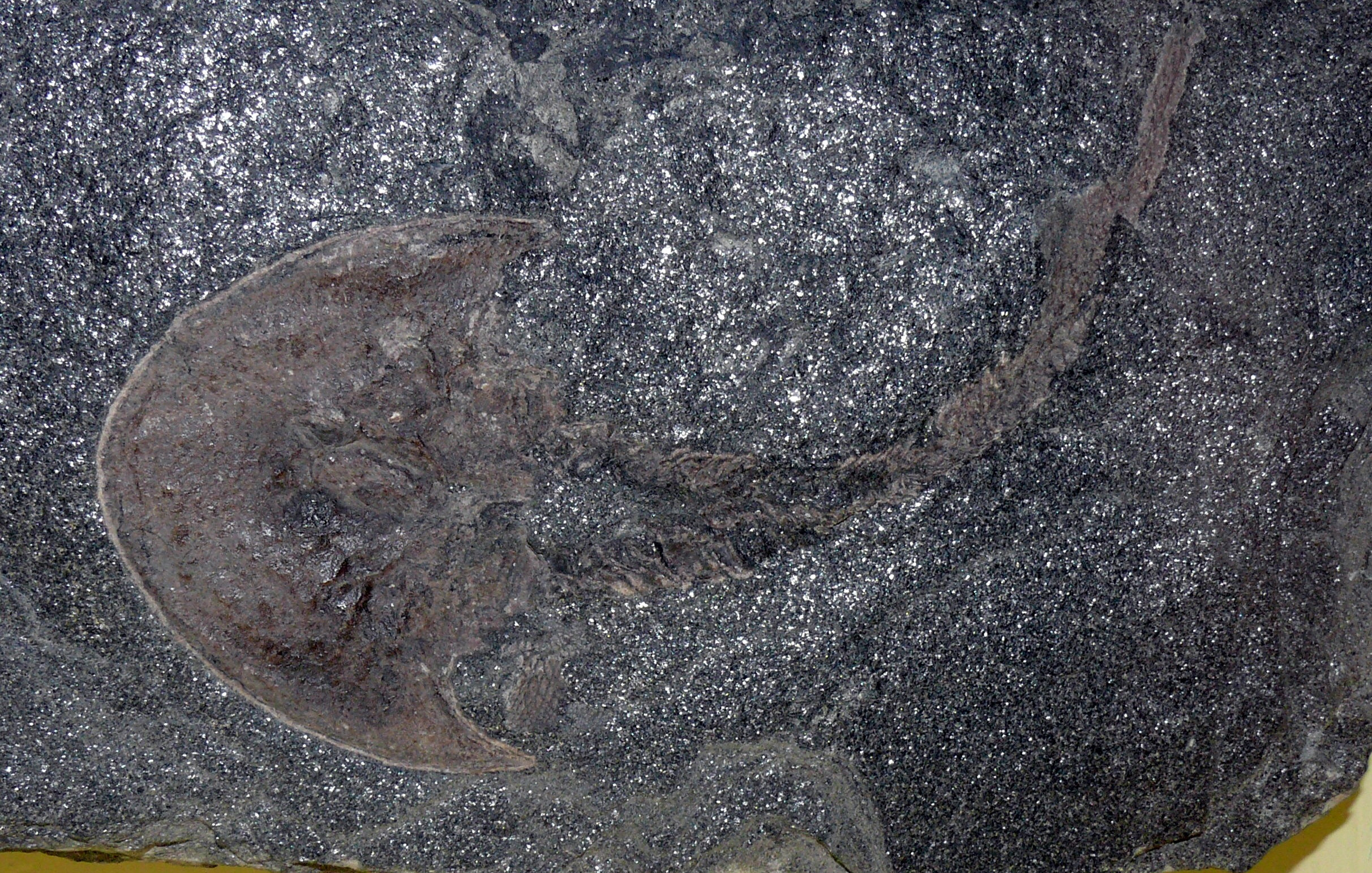
Hemicyclaspis sp.

## Fordítás
- Ez a szócikk részben vagy egészben  az   Osteostraci című angol Wikipédia-szócikk ezen változatának fordításán alapul.  Az eredeti cikk szerkesztőit annak laptörténete sorolja fel. Ez a jelzés csupán a megfogalmazás eredetét és a szerzői jogokat jelzi, nem szolgál a cikkben szereplő információk forrásmegjelöléseként.